# Henri Grégoire (historyk)
Henri Grégoire (ur. 21 marca 1881 w Huy, zm. 28 września 1964 Brukseli) – belgijski bizantynolog, filolog i historyk.

## Życiorys
Był wykładowcą w Université Libre de Bruxelles. W okresie I wojny światowej był redaktorem (razem z Anatolem Mühlsteinem) pisma „Le Flambeau” w Belgii. W roku 1924 był założycielem i redaktorem czasopisma „Byzantion”. Był organizatorem i współtwórcą Institut Philologie et d’Histoire Orientales (Instytut wydawał rocznik „Annuaire de l’Institut de Philologie et d’Histoire Orientales et Slaves)”. W okresie II wojny światowej przebywał w USA, wykładał w The New School. Deklarował się jako zwolennik Charles’a de Gaulle’a i czynił wysiłki, aby skupić wokół New School for Social Research naukowców belgijskich i francuskich, którzy znaleźli się w USA. Był współpracownikiem pisma „New Europe”. Od 1946 roku kierował instytutem bizantynologicznym w Brukseli. Był przewodniczącym Association Internationale des Etudes Byzantines. Redaktor pisma „Nouvelle Clio”. Autor około 700 publikacji, głównie o charakterze przyczynkarskim. Edytor licznych źródeł z epoki bizantyńskiej.

## Publikacje
- (przekład) Szymon Askenazy, Napoléon et la Pologne. 1, trad. du pol. Henri Grégoire; avant-própos d’Arthur Chuquet; lettre-préf. de G. Lacour-Gayet, Bruxelles: M. Lamertin - Paris: E. Leroux 1925.
- (przekład) Stanisław Kot, L'Université de Louvain et la Pologne, adaptation fr. par H. Gregoire, „Le Flambeau” 10 (1927), nr 11; 11 (1928), nr 1.

## Publikacje w języku polskim
- Aktualność klasyków,  „Przegląd Współczesny”, 1939, nr 7 (207).
- Kościół bizantyjski [w:] Bizancjum. Wstęp do cywilizacji wschodniorzymskiej, red. Norman Baynes i S.L.B. Moss, przeł. Edward Zwolski, Warszawa 1964.